# Annie Foreman-Mackey
Annie Foreman-Mackey, née le 26 juin 1991 à Kingston est une coureuse cycliste canadienne, spécialiste de la piste. Elle est médaillée de bronze de la poursuite aux championnats du monde 2016.

## Palmarès sur piste

### Jeux olympiques
- Tokyo 2020
  - 4e de la poursuite par équipes

### Championnats du monde
- Londres 2016
  -  Médaillée de bronze de la poursuite individuelle
- Hong Kong 2017
  - 6e de la poursuite par équipes[2]
  - 10e de la poursuite individuelle[3]
- Apeldoorn 2018
  - 4e de la poursuite par équipes[4]
  - 11e de la poursuite individuelle[5]
- Pruszków 2019
  - 4e de la poursuite par équipe[6]
  - 6e de la poursuite individuelle

### Coupe du monde
- 2015-2016
  - 1re de la poursuite par équipes à Hong Kong (avec Georgia Simmerling, Laura Brown et Stephanie Roorda)[7]
- 2016-2017
  - 3e de la poursuite par équipes à Los Angeles
- 2017-2018
  - 1re de la poursuite par équipes à Milton (avec Kinley Gibson, Ariane Bonhomme et Allison Beveridge)
  - 2e de la poursuite par équipes à Pruszków
- 2018-2019
  - 2e de la poursuite par équipes à Cambridge
  - 3e de la poursuite par équipes à Berlin
- 2019-2020
  - 3e de la poursuite par équipes à Cambridge
  - 3e de la poursuite par équipes à Brisbane

### Jeux du Commonwealth
| Édition / Épreuve | Poursuite par équipes |
| Gold Coast 2018   | Bronze                |

### Championnats panaméricains
- Santiago 2015
  -  Médaillée d'argent de la poursuite par équipes (avec Stephanie Roorda, Kirsti Lay et Allison Beveridge)
  -  Médaillée de bronze de la poursuite individuelle
- Cochabamba 2019
  -  Championne panaméricaine de poursuite par équipes (avec Allison Beveridge, Georgia Simmerling et Ariane Bonhomme)
  -  Médaillée d'argent de la poursuite individuelle

### Championnats du Canada
- 2014
  - 2e de la poursuite individuelle
  - 2e de la poursuite par équipes
- 2017
  -  Championne du Canada de poursuite par équipes (avec Allison Beveridge, Katherine Maine et Jasmin Duehring)
- 2018
  -  Championne du Canada de poursuite individuelle
  -  Championne du Canada de poursuite par équipes (avec Kinley Gibson, Ariane Bonhomme et Laurie Jussaume)

## Palmarès sur route

### Palmarès par année
- 2016
  -  Championne du Canada sur route